# Aporrectodea icterica
Lombric marbré
Espèce
Aporrectodea icterica, le Lombric marbré, est une espèce de vers de terre de la famille des Lumbricidae et appartenant au groupe fonctionnel des endogés. Il est caractéristique des prairies humides d'Europe occidentale.

## Description

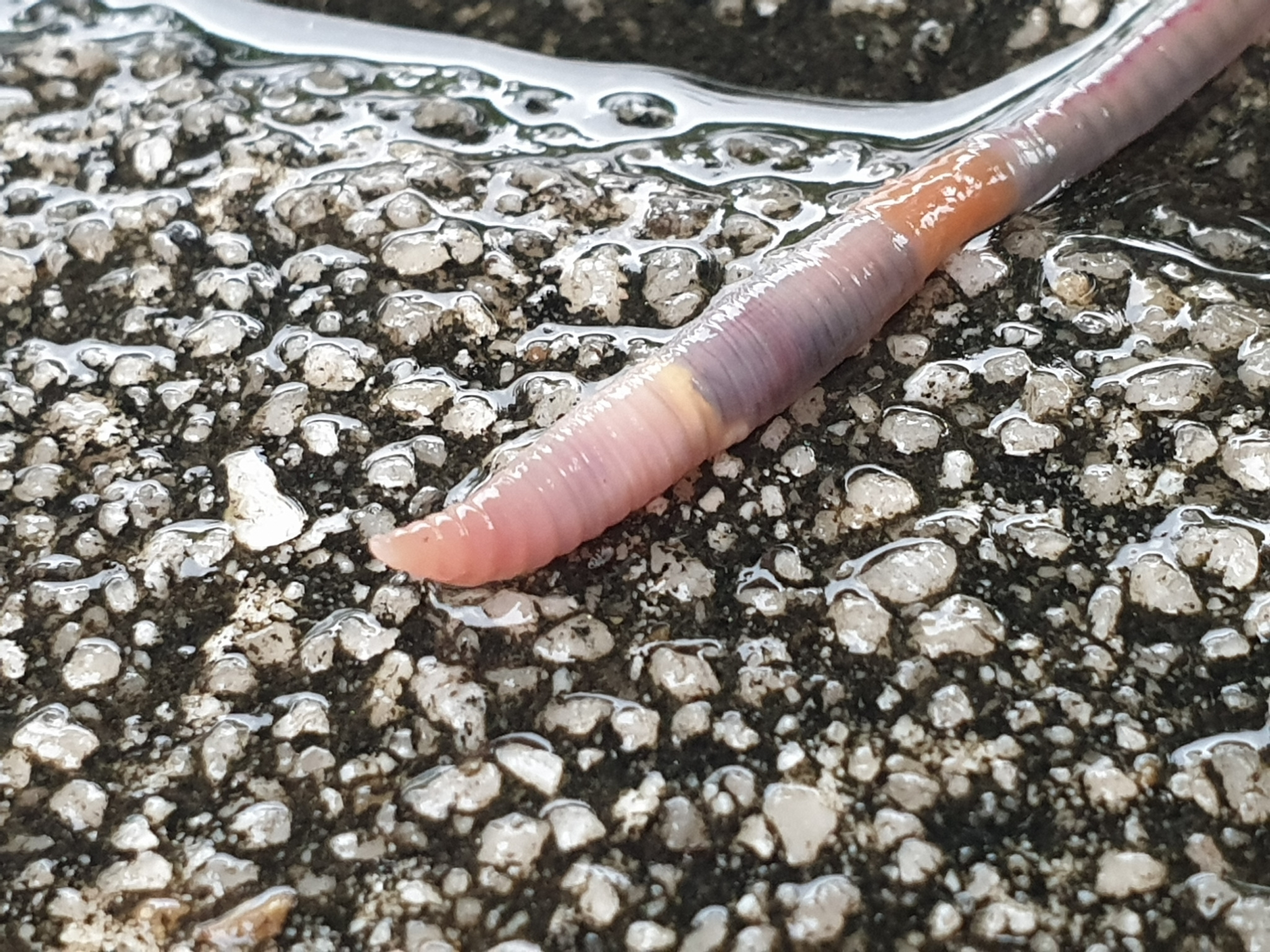
Aporrectodea icterica (Nanterre, France)

Aporrectodea icterica mesure de 7 à 9 cm de long pour un diamètre de 3 à 4 mm et pèse de 0,7 à 1,2 g. Sans véritable pigmentation cutanée, sa tête est généralement rosâtre et son corps marbré de blanc et gris.

## Biologie
Cette espèce fait partie des endogés géophages, qui, selon la classification de Bouché, est un groupe fonctionnel d'espèces petites à moyennes qui vivent continuellement dans le sol, creusent des galeries horizontales et se nourrissent de matière organique. Elle se reproduit par parthénogénèse et donne naissance de 25 à 27 cocons par an contenant chacun un seul ver.  

## Écologie
L'espèce est une caractéristique importante des prairies pauvres en matières organiques et humides. Elle tolère assez bien les sols acides Elle est également présente dans les plaines inondables, les parcs, les jardins botaniques et les sites miniers remis en culture.

## Distribution
Aporrectodea icterica est présente en Europe occidentale au Portugal, en Belgique, au Danemark, en France, en Allemagne, en Italie du Nord et en Suisse ainsi qu'en Roumanie et en Russie européenne,,,. Elle a également été introduite aux États-Unis et au Canada.

## Taxonomie
Le nom valide complet (avec auteur) de ce taxon est Aporrectodea icterica (Savigny, 1826). L'espèce a été initialement classée dans le genre Enterion sous le protonyme Enterion ictericum Savigny, 1826.

### Synonymie
Aporrectodea icterica a pour synonymes :
- Enterion ictericum Savigny in Cuvier, 1826
- Allolobophora icterica (Savigny in Cuvier, 1826)
- Enterion ictericum Savigny in Cuvier, 1826
- Eophila icterica (Savigny in Cuvier, 1826)
- Helodrilus (Eophila) ictericus (Savigny in Cuvier, 1826)